# Colline de la Bretèche
Pour les articles homonymes, voir Bretèche (homonymie).
La colline de la Bretèche est une colline située à Fercé, en France, point culminant de la Loire-Atlantique.

## Géographie

### Localisation
La colline de la Bretèche est située sur la commune de Fercé, à l'extrême-nord de la Loire-Atlantique, tout près de la limite avec l'Ille-et-Vilaine. Elle tire son nom du lieu-dit de la Bretèche, distant du centre de Fercé d'un peu plus de 3,5 km, à l'ouest, et de 9 km de Châteaubriant, au sud.
La colline est entourée par deux forêts, à peu près à la même altitude : la forêt de Javardan à l'ouest et la forêt neuve d'Araize à l'est. Au nord et au sud, le terrain redescend vers les vallées du Semnon (via le ruisseau d'Anguillée) et de la Brutz.

### Altitude
Avec ses 119 m d'altitude, la colline de la Bretèche est le point culminant naturel du département de la Loire-Atlantique. Il s'agit du point culminant de département le moins élevé de toute la France. Malgré son allure de petite montagne, même le terril de l'ancienne mine d'étain d'Abbaretz le dépasse de deux mètres, mais la formation de ce dernier est due à une intervention humaine puisqu'il s'agit d'une accumulation de résidu minier.